# Плејнфилд (Њу Џерзи)
Плејнфилд (енгл. Plainfield) град је у америчкој савезној држави Њу Џерзи. По попису становништва из 2010. у њему је живело 49.808 становника.

## Демографија
Према попису становништва из 2010. у граду је живело 49.808 становника, што је 1.979 (4,1%) становника више него 2000. године.
| Група             | 2000.          | 2010.          |
| Белци             | 5.508 (11,5%)  | 4.139 (8,3%)   |
| Афроамериканци    | 29.550 (61,8%) | 25.006 (50,2%) |
| Азијати           | 447 (0,9%)     | 474 (1,0%)     |
| Хиспаноамериканци | 12.033 (25,2%) | 20.105 (40,4%) |
| Укупно            | 47.829         | 49.808         |